# Academia Deportiva Cantolao
Maillots
Dernière mise à jour : 27 décembre 2024.
L'Academia Deportiva Cantolao est un club péruvien de football situé dans le district de La Punta, à Callao. 
Il reprend le nom d'une plage du port de Callao et s'est spécialisé dans la formation de jeunes joueurs depuis sa fondation en 1981. Ainsi, des footballeurs de renom tels que Claudio Pizarro, Carlos Zambrano ou Yoshimar Yotún sont issus de ses rangs.

## Histoire
Dans les années 1980, le Deportivo Cantolao (son nom originel) participe durant trois saisons au championnat de 2e division avant de vendre sa licence à l'Internazionale San Borja en 1986.
Il revient sur scène en 2013, cette fois-ci sous le nom de Academia Deportiva Cantolao, en Copa Perú (3e division) dont il est vice-champion en 2015. Cela lui permet d'accéder à la 2e division, qu'il remporte en 2016 en battant en finale le Sport Áncash (2-0).
Promu en 1re division, il dispute son tout premier match de D1, le 4 février 2017, face au FBC Melgar (0-0). En juin 2019, la police intervient le siège de l'institution dans le cadre d'une enquête judiciaire visant le fondateur du club et gouverneur régional de la province de Callao, Dante Mandriotti (es).
La saison 2023 voit l'Academia Cantolao descendre en 2e division à quatre journées de la fin. Cette descente intervient alors même que le club décide d'écarter six joueurs de son effectif, prétendument impliqués dans des matchs truqués aux paris sportifs.

## Résultats sportifs

### Palmarès
| Compétitions nationales                                                                                      | Compétitions régionales                                            |
| - Championnat du Pérou D2 (1) : - Champion : 2016. - Vice-champion : 1983. - Copa Perú : - Finaliste : 2015. | - Ligue de la province de Callao (2) : - Vainqueur : 1981 et 2015. |

### Bilan et records
- Saisons au sein du championnat du Pérou : 7 (2017-2023).
- Saisons au sein du championnat du Pérou D2 : 5 (1983-1985 / 2016 / 2024-).
- Participations en compétitions internationales : aucune.

## Personnalités historiques de l'Academia Cantolao

### Joueurs

#### Grands noms
| - Giancarlo Carmona - Jeferson Collazos (es) - David Cortés (en) - Hervé Kambou | - José Manzaneda (en) - Juan Carlos Mariño - Bryan Reyna |

### Entraîneurs
Parmi les entraîneurs marquants du club, on peut citer Carlos Silvestri, champion de 2e division péruvienne en 2016, ou encore Guillermo Esteves (en), finaliste de la Copa Perú en 2015.
| Pays | Nom                    | Période   |
| ---- | ---------------------- | --------- |
|      | Ronald Pitot           | 1981      |
|      | Rafael Castañeda       | 1982      |
|      | Luis Roth              | 1983      |
|      | Eloy Campos            | 1983      |
|      | Adrián Mendoza         | 1984      |
|      | Ramón Perleche         | 2013      |
|      | Álvaro Bonelli         | 2014      |
|      | Guillermo Esteves (en) | 2015      |
|      | Carlos Silvestri       | 2016-2018 |
|      | Guillermo Esteves (en) | 2018      |
|      | Jorge Araujo (en)      | 2018-2019 |

| Pays | Nom                              | Période   |
| ---- | -------------------------------- | --------- |
|      | Hernán Lisi (es)                 | 2020      |
|      | Jorge Espejo (en)                | 2020-2021 |
|      | Carlos Silvestri                 | 2021-2022 |
|      | Guillermo Esteves (en) (intérim) | 2022      |
|      | Alejandro Apud (en)              | 2022      |
|      | Matías Rosa (en)                 | 2023      |
|      | Ramón Perleche (intérim)         | 2023      |
|      | Edgardo Malvestiti (en)          | 2023      |
|      | Adrián Taffarel (en)             | 2023      |
|      | Jersi Sócola                     | 2023-     |